# Mastaleptea viridis
Mastaleptea viridis är en insektsart som först beskrevs av Marius Descamps och Wintrebert 1965.  Mastaleptea viridis ingår i släktet Mastaleptea och familjen Euschmidtiidae. Inga underarter finns listade i Catalogue of Life.